# Histoire parallèle
Histoire parallèle (deutsch: Die Woche vor 50 Jahren) war eine von 1989 bis 2001 von dem französischen Historiker Marc Ferro gestaltete und moderierte Fernsehsendung. Sie wurde zunächst ab 1989 auf dem französischen Sender La Sept (dem Vorgänger von ARTE France) ausgestrahlt und ab 1992 von Arte übernommen. Die Idee geht auf Louisette Neil und André Harris zurück. Regie führte Didier Deleskiewicz. Die Titelmusik stammt aus dem Oratorium Gurre-Lieder von Arnold Schönberg.

## Inhalt
Zusammen mit einem Gast, meist einem Historiker oder einem oftmals prominenten Zeitzeugen, analysierte Ferro, ein Spezialist für Filmgeschichte und die Geschichte der Sowjetunion, anhand von Wochenschaumaterial und anderen Filmdokumenten jeweils der Woche vor 50 Jahren ein spezielles Thema, das durch die aktuelle Berichterstattung vor 50 Jahren in den Vordergrund trat. Dabei kamen französische, britische, deutsche, US-amerikanische, italienische, japanische und chinesische Wochenschauberichte zum Einsatz. Mit 630 Ausgaben entstand ein äußerst detailliertes Panorama des Zeitgeschehens vom Ausbruch des Zweiten Weltkrieges bis zu den Anfängen der europäischen Einigung Anfang der 1950er Jahre.
Analytische Schwerpunkte bildeten unter anderen die Nürnberger Prozesse, der Indochinakrieg, die Unabhängigkeit Indiens und Pakistans 1947, die Gründung des RPF und die Entwicklung des Gaullismus sowie die Berliner Luftbrücke.
Marc Ferro, der sich selbst als Anhänger der „experimentellen Geschichte“ verstand, nutzte als einer der ersten Historiker die von der Geschichtswissenschaft noch wenig ausgewerteten audiovisuellen Quellen der Wochenschauen. „Histoire parallèle“ erreichte an ihrem Sendeplatz im Samstag Vorabendprogramm von ARTE, unmittelbar vor der Reihe „Mit offenen Karten“ von Jean-Christophe Victor, die sich mit geohistorischen Zusammenhängen beschäftigte, stets gute Einschaltquoten. In den ersten Ausgaben, die im ersten Sendungsjahr 1989 ausgestrahlt wurden, war ausschließlich der Historiker, Journalist und spätere Geschäftsführer von ARTE, Klaus Wenger, Marc Ferros Gesprächspartner. Erst ab 1990 wurden wechselnde Zeitzeugen und Historiker eingeladen. In der letzten Sendung vom 1. September 2001 waren der polnische Historiker Bronisław Geremek, der französische Politikwissenschaftler Jacques Rupnik und der deutsche Historiker Rudolf von Thadden zu Gast. Thema war „Vom Europa Hitlers zum Europa von morgen“.

## Weblink
- Marc Ferro et l’émission « Histoire parallèle » – Übersicht über alle 630 Sendungen (französisch)

## Nachfolgesendung
Im Jahr 2002 wurden von Arte weitere 26 Ausgaben unter dem Titel Les Carnets d'Histoire parallèle produziert und ausgestrahlt. Regie führte erneut Didier Deleskiewicz. In der Reihe wurden ausgewählte Passagen aus Histoire parallèle gezeigt und zu thematischen Dossiers zusammengefügt, die von prominenten Gästen wie Michail Gorbatschow, Gerhard Schröder oder Lucie Aubrac kommentiert wurden.